# Marc Arza
Marc Arza   (Reus, 1976) és un empresari i polític català.

## Biografia
Llicenciat en Dret i consultor d'empreses, ha estat regidor de l'Ajuntament de Reus. Va començar escrivint un blog en una bitàcola anònima que es deia Catdemonium, l'estiu de 2006. Poques setmanes després, va engegar el blog Catalunya.ffw per escriure sobre economia, política, societat i cultura. Aleshores va entrar en contacte amb bloguers de la Catosfera i va participar en iniciatives col·lectives com l'Olla de Grills, Bloc Gran del Sobiranisme o Absolut Mas, aquest últim de suport a Artur Mas. Marc Arza va passar a ser col·laborador habitual a la Fundació Catalunya Oberta i Nació Digital.
El 2015 se l'investigà per delictes societaris, contra la salut pública, contra l'administració i per blanqueig de capitals relacionat amb el suposat tracte de favor a l'empresa Traiber. L'acusació va ser arxivada el 2021.
A les eleccions al Parlament de Catalunya de 2021 es va presentar per Tarragona amb el PDeCAT. Actualment (2023) es dedica al sector privat.